# بریتانی جکسون
بریتانی جکسون (انگلیسی: Brittany Jackson؛ زادهٔ ۲۸ ژوئیهٔ ۱۹۸۳) بازیکن بسکتبال اهل ایالات متحده آمریکا است.